# Аль-Мустазхир Биллах
Абу́ль-Абба́с А́хмад ибн Абдулла́х аль-Мустазхи́р Билла́х (араб. أبو العباس أحمد المستظهر بالله‎; 1078—1118) — халиф из династии Аббасидов, правивший с 1094 по 1118 год.

## Биография
Отцом Ахмада был халиф аль-Муктади Биамриллах, матерью — невольница Таиф аль-Афва, также называемая Алтын-хатун, родом из Египта, возможно, арабка. Ахмад ибн Абдуллах родился в 1078 году. Он унаследовал трон своего отца халифа аль-Муктади уже в 17 лет. Аль-Мустазхир был добродетельным человеком, образованным, милосердным и справедливым. Он писал стихи и выслушивал жалобы своих подданных. При нём в Багдаде царило благополучие, но в восточных областях мусульманского мира начались первые Крестовые походы.
Умер в 1118 году в возрасте 40 лет.

## Семья
Старшая жена — Исма Хатун, внучка сельджукского султана Алп-Арслана, дочь Малик-шаха и сестра султана Мухаммада I.